# Hohe Messe

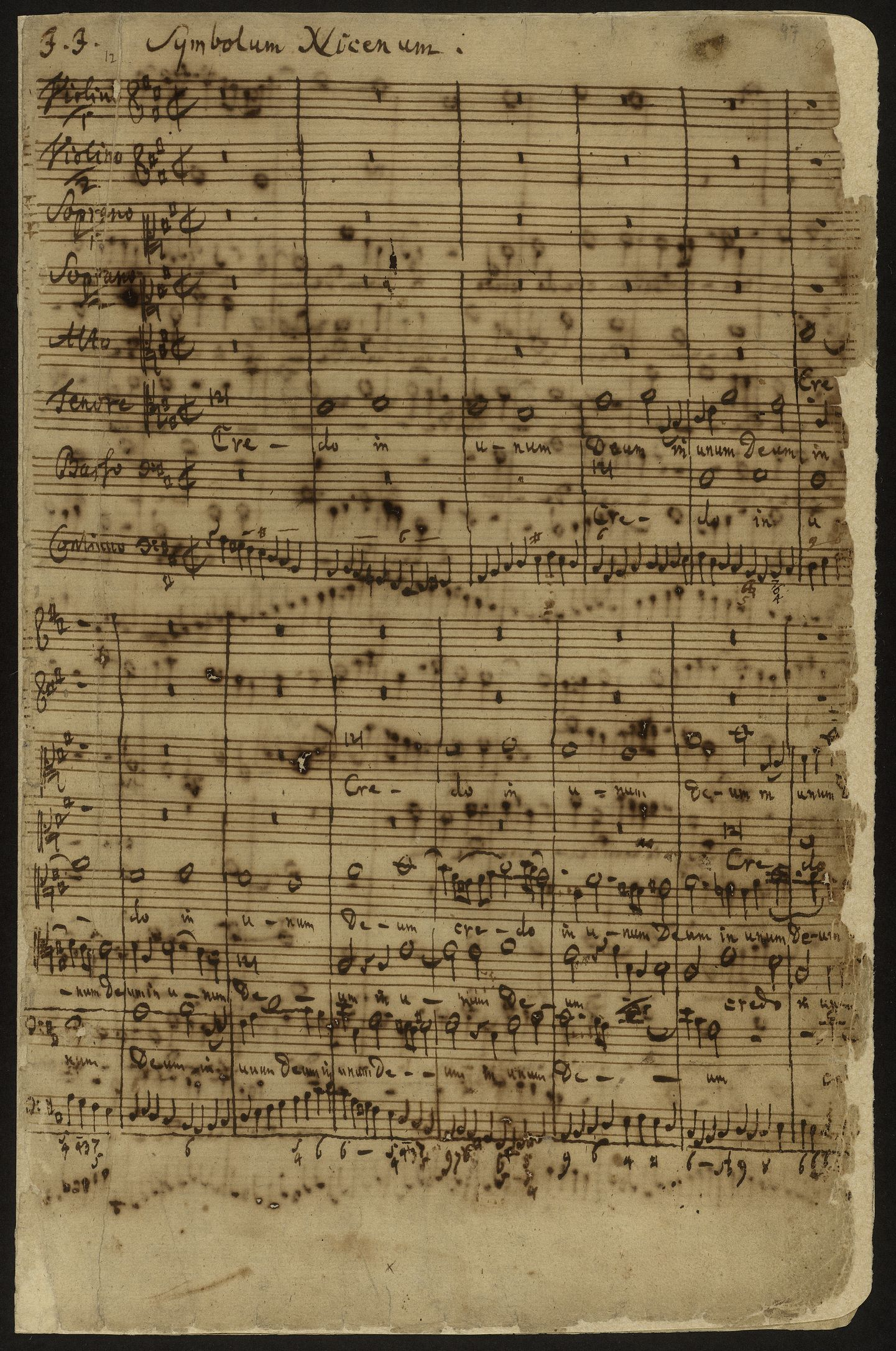
Eerste pagina van het Credo

De Mis in b-kleine terts van Johann Sebastian Bach, beter bekend onder de 19e-eeuwse fantasiebenaming Hohe Messe (BWV 232) is de aanduiding voor een verzameling van meerstemmige toonzettingen van de vaste onderdelen van de rooms-katholieke mis (Ordo Missae), het zogeheten ordinarium.
Dit bestaat van oudsher uit de onderdelen Kyrie, Gloria, Credo, Sanctus en Agnus Dei die verspreid over een misviering aan bod komen. Bachs enige toonzetting van het 'klassieke' (dus gehele) ordinarium behoort, strikt muzikaal gezien, tot het genre van de missa solemnis of 'plechtige mis'.
De voor liturgische doeleinden bestemde meerdelige compositie blijkt gebaseerd op Bachs toonzetting van een Kyrie en Gloria die hij in 1733 had aangeboden aan de nieuwe keurvorst van Saksen (tevens koning van Polen) waarmee hij een belangrijke positie aan het keurvorstelijk-Saksische (en koninklijk-Poolse) hof probeerde te verwerven. In de periode 1748-1749 voegde Bach hieraan toonzettingen toe van het Credo (of 'Symbolum Niceanum'), Sanctus (en Benedictus) en het Agnus Dei. Hiervoor putte hij rijkelijk uit eerder gecomponeerd werk; Bach bewerkte hiervoor delen van wereldlijke maar vooral van geestelijke cantates die voor de luthers-protestantse kerkdiensten in zijn woon- en werkplek Leipzig waren bedoeld.
Van Bach zijn vier andere missen van eigen hand overgeleverd (BWV 233-236) die toonzettingen zijn van de delen Kyrie en Gloria ('missa brevis' of korte mis) van het ordinarium. Tot op de dag van vandaag is niet duidelijk of deze bestemd waren voor kerkelijke plechtigheden in luthers-protestants verband dan wel voor rooms-katholieke liturgievieringen. In de luthers-protestantse geloofstraditie bleef het model van de klassieke Latijnse Mis weliswaar gehandhaafd, zij het onder andere theologische voorwaarden en met afwijkende bestemmingen tijdens 'Haupt-Gottesdienst'-vieringen.
De betiteling 'Hohe Messe' voor Bachs grote mis dateert van 1830. Ze werd bedacht door de Berlijnse musicus Adolf Bernhard Marx voor een uitgave - de eerste - van de koorpartijen van de miscompositie. Sedertdien heeft deze (niet-oorspronkelijke) benaming stand gehouden, hoewel de historisch correcte aanduiding 'Missa in h-moll' meer en meer terrein wint.

## Aanleiding
Waarom Bach aan het eind van zijn leven zijn 'korte' Mis in b-kleine terts van 1733 uitbreidde tot een volledige miscompositie is nog steeds niet bekend. Onder Bachonderzoekers bestaat wereldwijd wel de consensus dat Bach, in het algemeen en specifiek, nooit 'zo maar' tot componeren overging. Maar dit maakt het raadsel van het waarom van de Missa in h-moll alleen maar groter. Er zijn immers geen documenten van Bach zelf overgeleverd of relevante gegevens uit de laatste periode van zijn leven waaruit een en ander blijkt.
Stauffer en Van der Hilst (zie bronnenlijst) veronderstellen dat Bachs grote mis voor het keurvorstelijk-Saksische hof in Dresden was bestemd. Bach droeg immers vanaf 1736 het predicaat 'koninklijk-Pools en keurvorstelijk-Saksisch hofcompositeur op grond van zijn 'sollicitatie' hiernaar uit 1733 door middel van een Kyrie- en Gloria-toonzetting. Het zou dan gaan, ook vanwege het grote tijdbeslag dat de uitvoering van het uitgecomponeerde ordinarium in beslag neemt, om een eenmalig 'feeststuk' bedoeld voor de inwijding van de nieuwe rooms-katholieke hofkerk aldaar die uiteindelijk pas in 1751 zou plaatsvinden, één jaar na Bachs dood.
In juli 2008 echter bracht de Nederlandse dirigent en barokspecialist Ton Koopman een opmerkelijk vermoeden in het nieuws van een bij het Bach-Archiv Leipzig werkzame musicoloog, Dr. Michael Maul (zie bronnenlijst: Tomita). Deze ontdekte tijdens een onderzoek dat Bach in het jaar 1749 correspondeerde met de Boheems-Oostenrijkse graaf Johann Adam von Questenberg, die tot een besloten vereniging van muziekliefhebbende hoge adellijken aan het keizerlijke hof in Wenen behoorde, de Musikalische Congregation. Elk jaar op 22 november - de Rooms-Katholieke feestdag van Sint Caecilia, schutspatrones van musici - hield deze vereniging een grote plechtige misviering in de Sint-Michaëlkerk in Wenen, de 'beroepskerk' van musici in de Oostenrijkse hoofdstad, vanaf 1747 echter in de Stephansdom aldaar.
Volgens Mauls hypothese zou Bach zijn toonzetting van alle ordinariumdelen hebben vervaardigd in opdracht van de rooms-katholieke graaf. Maul onderzoekt de kwestie thans uitvoerig in bibliotheken en archieven in Wenen en in andere belangrijke plaatsen in het vroegere Habsburgse keizerrijk.
De jaarlijkse St.Caecilia-misviering in Wenen was een vele uren durende kerkelijke plechtigheid waarin de aartsbisschop van Wenen met zijn priesters en diakenen voorging. De Schola Cantorum van de kathedraal zong daarin de (eenstemmige) gregoriaanse gezangen van het Proprium van de Ordo Missae, de zogeheten tijdgebonden gezangen die in dit geval specifiek voor de feestdag van St. Caecilia bestemd zijn.
Genoemd naar hun liturgische functie zijn dit: Introïtus, Graduale, Alleluia, Offertorium en Communio. Een koor, solisten en orkest (de keizerlijke hofkapel) brachten in afwisseling daarmee de meerstemmige zettingen van het ordinarium ten uitvoer.

### Wereldpremière?
De bovengenoemde hypothese volgend zou Bachs grote mis - 'Missa Solemnis' als titel van de gehele compositie is dus beter op zijn plaats dan de 19e-eeuwse fantasietitel 'Hohe Messe' - op 22 november 1749 zijn eerste uitvoering in de Stephansdom in Wenen hebben beleefd. Dit zou dan gebeurd zijn enkele dagen nadat een jonge koorzanger, ene Franz-Joseph Haydn, van het kerkkoor van de Weense kathedraal was weggestuurd.
Indien de Missa in h-moll inderdaad valt te staven als vervulling van een Weense compositie-opdracht, dan is dit zonder meer toe te schrijven aan de groter wordende bekendheid van Bach overal in Europa. De doorbraak hierin was zijn bezoek aan en optredens voor koning Frederik de Grote van Pruisen in mei 1747. Dit bezoek aan de machtige Pruisische vorst is achteraf gezien het enige moment in Bachs leven geweest waarin hij, breeduit in zowel binnen- als buitenlandse kranten, als 'wereldberoemdheid' werd geafficheerd.
Dit kan, wederom de bovengenoemde hypothese volgend, de aandacht op Bach hebben gevestigd bij de muzieklievende graaf Von Questenberg, een oude relatie die Bach had leren kennen tijdens een van twee (of beide) bezoeken die hij, in een eerder beroepsfase als hofkapelmeester in het gevolg van prins Leopold von Anhalt-Köthen, had gebracht aan het bij adellijken toen zeer populaire Boheemse kuuroord Karlsbad.

## Pragmatisch
Bach - welbewust van eigen kunnen en talent en pragmatisch ingesteld - componeerde voor zijn complexe grote Missa in h-moll de onderdelen daarvan maar heel ten dele nieuw. Op basis van de 'oudere' toonzetting van het Kyrie en Gloria ('Missa Brevis') die hij in 1733 aan de nieuwe (katholieke) keurvorst van Saksen aanbood - deze was gehuwd met een prinses uit het huis Habsburg - voegde hij voor de overige ordinariumdelen (Credo, Sanctus en Agnus Dei) toonzettingen toe die in de meeste gevallen be- en omwerkingen van oudere composities blijken te zijn.
Dit zijn delen van cantates (religieuze en wereldlijke, op Duitse teksten), een 'los' Sanctus uit 1724 (oorspronkelijk bestemd voor de feestelijke luthers-protestantse kerstviering in Leipzig) en een eveneens 'losse' meerstemmige intonatie van het Symbolum Nicenum of Credo.
Het idee van het toonzetten van het complete rooms-katholieke ordinarium moet bij Bach al veel eerder hebben gespeeld. Zo is er een toonzetting van de intonatie van het Symbolum Nicaenum overgeleverd, dat in de toonsoort g-mixolydisch staat genoteerd en dat vermoedelijk uit ca 1740 dateert. Bach 'monteerde' dit muziekstuk, waarschijnlijk in 1748, als opening van de Credo-toonzetting van zijn grote mis waarbij hij het werk - voor vier solo-stemmen? - transponeerde naar de toonsoort a-mixolydisch.
In het in vier katernen overgeleverde en pas veel later tot een soort boekwerk gebundelde manuscript van de mis komt geen titel voor het gehele werk voor. Na de dood van zijn zoon Carl Philipp Emanuel Bach in 1788, die het compositiehandschrift in 1750 bij zijn vaders dood erfde, werd het voor verkoopdoeleinden gecatalogiseerd met  'Die große catholische Messe'.
Later werd ook de naam Mis in b-klein (in het Duits Messe in h-Moll) gangbaar, maar feitelijk is deze aanduiding niet correct omdat weliswaar dit de toonsoort betreft van het eerste Kyrie, maar vrijwel alle onderdelen van de compositie in andere toonsoorten staan.
Bach heeft de eerste integrale uitvoering van zijn grote Mis - waar dan ook - vrijwel zeker nooit gehoord, laat staan geleid. Bijna honderd jaar na zijn dood was het voor het eerst in zijn geheel beschikbaar voor uitvoeringen dankzij de publicatie door de Zwitserse uitgeverij Nägeli: in 1833 het Kyrie en Gloria en in 1845 de overige delen.
Sindsdien is deze monumentale mis niet meer weg te denken uit het klassieke koorrepertoire.

## Handschrift Missa in h-moll
Nog maar vrij recent werd het handschrift van de Missa in h-moll - dat in de Staatsbibliotheek te Berlijn onder het catalogusnummer P180 wordt bewaard - voor het eerst aan een minutieus wetenschappelijk onderzoek onderworpen: een 'Röntgenfluoreszenzanalyse'. Hierbij kwam aan het licht dat het manuscript, met name vanaf het Credo, honderden meestal kleine aantekeningen en veranderingen bevat die van andere hand zijn.
Het gaat hierbij onder andere om tempo-aanwijzingen en tekstplaatsingen die door Bachs op-één-na-jongste zoon Johann Christoph Friedrich Bach in het manuscript blijken te zijn ingetekend. Vermoedelijk gebeurde dit omdat Bach zelf door voortschrijdende ouderdomsdiabetes gehinderd, een verval van krachten vanaf het voorjaar van 1749, in de afrondende fase van het compositieproject hiertoe niet goed meer in staat was. Aangezien deze Bachzoon, die zijn vader bij diens werkzaamheden in de laatste jaren veelvuldig geassisteerd heeft, het ouderlijk huis in december 1749 als 17-jarige voorgoed verliet om elders een dienstbetrekking als hofmusicus aan te gaan, betekent dit dat het compositieproject-Missa in h-moll uiterlijk in de laatste maanden van dat jaar - grotendeels - moet zijn afgerond.
Andere aantekeningen in het compositiemanuscript blijken van de hand van Carl Philipp Emanuel Bach te zijn, Bachs tweede zoon uit zijn eerste huwelijk, die in 1750 erfgenaam werd van onder andere dit originele muziekhandschrift. In 1786, twee jaar voor zijn dood dus, dirigeerde hij in Hamburg het Credo van de Mis tijdens een benefietconcert, met het oog waarop hij de partituur van de compositie aan een kritisch oordeel onderwierp. Hij verbeterde onder andere de plaatsing van de Latijnse tekst bij de muzieknoten - met gelukkige hand - naar eigen inzichten.
Het feit dat in de toonzetting van het Credo, Sanctus en Agnus Dei de basso continuopartij - die in elke compositie van Bach als het 'dragende' harmonische fundament fungeert - geen becijfering (voor akkoordgrepen) kent, en dat bij de onderdelen Benedictus en Agnus Dei (beide zijn solo-aria's) de bezetting zelfs niet staat aangegeven, vindt vrijwel zeker zijn oorzaak in het toenemende verval van krachten bij Bach die begin 1749 inzette - met voortschrijdende oogzwakte die tot blindheid leidde - en die in medio-mei 1750 tot een totale ineenstorting leidde: gevolg van een tweede, mislukte oogoperatie.

## Misdelen
De mis volgt de vijf misdelen van het ordinarium:
- Kyrie
- Gloria
- Symbolum Nicaenum (= Credo)
- Sanctus (met Osanna, Benedictus en weer Osanna)
- Agnus Dei (met na de tweede herhaling van het Agnus Dei de toonzetting van de slotfrase Dona nobis pacem)

Al deze delen bestaan uit losse koordelen en aria's.

## Bezetting
De mis is geschreven voor vijf zangsolisten (sopraan I/II, alt, tenor, bas) en vijf- tot achtstemmig koor dat ook in dubbelkorige formatie optreedt.
Het heeft een rijk bezet orkest: twee fluiten, twee hobo's (beide dubbelend op oboe d'amore; een derde hobo is alleen voorgeschreven in het Sanctus), twee fagotten (twee partijen alleen in de aria Quoniam tu solus sanctus, met de hoornsolo), een hoorn (Corno da caccia; alleen in de aria Quoniam tu solus sanctus), drie trompetten, pauken, violen I en II, altviolen en basso continuo (cello, contrabas en orgel en/of klavecimbel).

## Partituren
- J.S.Bach - Missa in h-moll: partituur op groot formaat (redactie: Christoph Wolff). Uitgave: Edition Peters, 1996 (katalogusnummer 8735): Urtextausgabe.
- J.S.Bach - Missa in h-moll: facsimile-uitgave (redactie: Bach-Archiv Leipzig). Uitgave: Bärenreiter, Kassel, 2007. ISBN 978-3-7618-1911-1

- J.S.Bach - Messe h-moll BWV 232: partituur (redactie: Joshua Rifkin; Wiesbaden, 2006)
- J.S.Bach - Missa in h-moll BWV 232: partituur met een ingebonden kritische verantwoording (redactie: Uwe Wolf; Neue Bach-Ausgabe-serie 'herziene uitgaven').

### Twee uitvoeringsversies
Voor het uitvoeren van Bachs Missa in h-moll bestaan dus twee mogelijkheden:
- de 1733-versie (of Missa brevis-versie: met alleen toonzettingen van het Kyrie en Gloria) en
- de 1749-versie (of Missa tota-versie: met toonzettingen van het gehele Rooms-Katholieke Ordinarium).